# Wetteraukreis
Der Wetteraukreis ist ein 1972 entstandener Landkreis im Regierungsbezirk Darmstadt in Hessen. Die Kreisstadt ist Friedberg (Hessen).

## Geografie

### Lage
Namensgebend für den Kreis ist die nördlich von Frankfurt am Main gelegene Landschaft Wetterau. Sie ist eine der ertragreichsten Ackerbaulandschaften Hessens und nach dem Fluss Wetter benannt. Im Westen ragen noch die Ausläufer des Taunus, östlicher Hintertaunus, in das Kreisgebiet. Hier befinden sich zahlreiche Mineral- und Thermalquellen (Bad Nauheim, Bad Vilbel, Rosbach vor der Höhe). Im Osten des Kreises führt das Ronneburger Hügelland zu den Ausläufern des Vogelsberges und des Spessarts hin.

### Nachbarkreise
Der Wetteraukreis grenzt, im Norden beginnend im Uhrzeigersinn, an die Landkreise Gießen, Vogelsbergkreis, Main-Kinzig-Kreis, an die kreisfreie Stadt Frankfurt am Main sowie an den Hochtaunuskreis und den Lahn-Dill-Kreis.

## Geschichte
Das Kreisgebiet war im Laufe der Geschichte in zahlreiche Herrschaftsgebiete zersplittert. Die wichtigsten davon waren die Landgrafen von Hessen (später beide hessische Landesteile Hessen-Darmstadt und Hessen-Kassel), die Grafen von Solms und Ysenburg, Kurmainz, die Burggrafschaft Friedberg und die Freie Reichsstadt Friedberg. Seit dem 19. Jahrhundert gehörte das heutige Kreisgebiet zum Großherzogtum Hessen, in welchem es die beiden Landkreise Friedberg und Büdingen innerhalb der Provinz Oberhessen bildete.
Im Zuge der Gebietsreform in Hessen wurde am 1. August 1972 ein neuer Landkreis mit dem Namen Wetteraukreis gebildet, dessen Kreisstadt die Stadt Friedberg (Hessen) wurde. Der neue Landkreis wurde zusammengesetzt aus
- dem Gebiet des aufgelösten Landkreises Büdingen ohne
  - die Stadt Schotten, die zum neuen Vogelsbergkreis kam
  - die Gemeinde Altwiedermus, die nach Ronneburg im damaligen Landkreis Hanau eingemeindet wurde
  - die Gemeinden Hain-Gründau und Mittel-Gründau, die Teil der Gemeinde Gründau im damaligen Landkreis Gelnhausen wurden
- dem Gebiet des aufgelösten Landkreises Friedberg ohne
  - die Gemeinde Burgholzhausen vor der Höhe, die in die Stadt Friedrichsdorf,
  - und die Gemeinde Ober-Erlenbach, die in die Stadt Bad Homburg vor der Höhe eingegliedert wurde – beide im neuen Hochtaunuskreis
  - die Gemeinden Harheim, Nieder-Erlenbach und Nieder-Eschbach, die in die kreisfreie Stadt Frankfurt am Main eingegliedert wurden
- der Gemeinde Wolferborn aus dem Landkreis Gelnhausen, die in die Stadt Büdingen eingegliedert wurde.[2][3]

### Einwohnerentwicklung

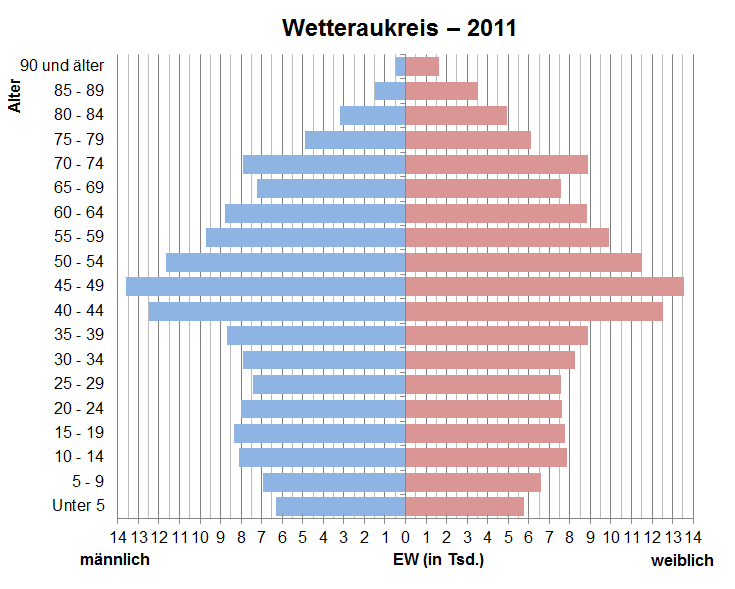
Bevölkerungspyramide für den Wetteraukreis (Datenquelle: Zensus 2011)

| Jahr | Einwohner | Quelle |
| ---- | --------- | ------ |
| 1972 | 242.000   | [ 5 ]  |
| 1980 | 251.900   | [ 6 ]  |
| 1990 | 263.900   | [ 6 ]  |
| 2000 | 294.260   | [ 7 ]  |
| 2010 | 298.195   | [ 8 ]  |
| 2015 | 298.398   | [ 9 ]  |
| 2020 | 310.353   | [ 10 ] |
| 2021 | 311.661   | [ 11 ] |
| 2022 | 317.298   | [ 12 ] |
| 2023 | 318.906   | [ 13 ] |

### Konfessionsstatistik
Nach den Ergebnissen des Zensus am 9. Mai 2011 waren von den Einwohnern 46,2 % evangelisch, 20,2 % römisch-katholisch und 33,6 % gehörten einer sonstigen oder keiner Glaubensgemeinschaft an oder machten keine Angabe. Unter der Bevölkerung im Wetteraukreis befanden sich am 9. Mai 2011 4 % weniger katholische und 14,2 % weniger evangelische Kirchenmitglieder als bei der vorherigen Volkszählung am 25. Mai 1987. Der Anteil der Protestanten und Katholiken an der Gesamtbevölkerung ist seitdem gesunken. Gemäß Zensus 2022 waren (2022) 35,7 % der Einwohner evangelisch, 16,5 % katholisch und 47,7 % gehörten einer sonstigen oder keiner Glaubensgemeinschaft an oder machten keine Angabe.

## Politik

### Kreistag
Die Kommunalwahl am 6. März 2021 lieferte folgendes Ergebnis, in Vergleich gesetzt zu früheren Kommunalwahlen:

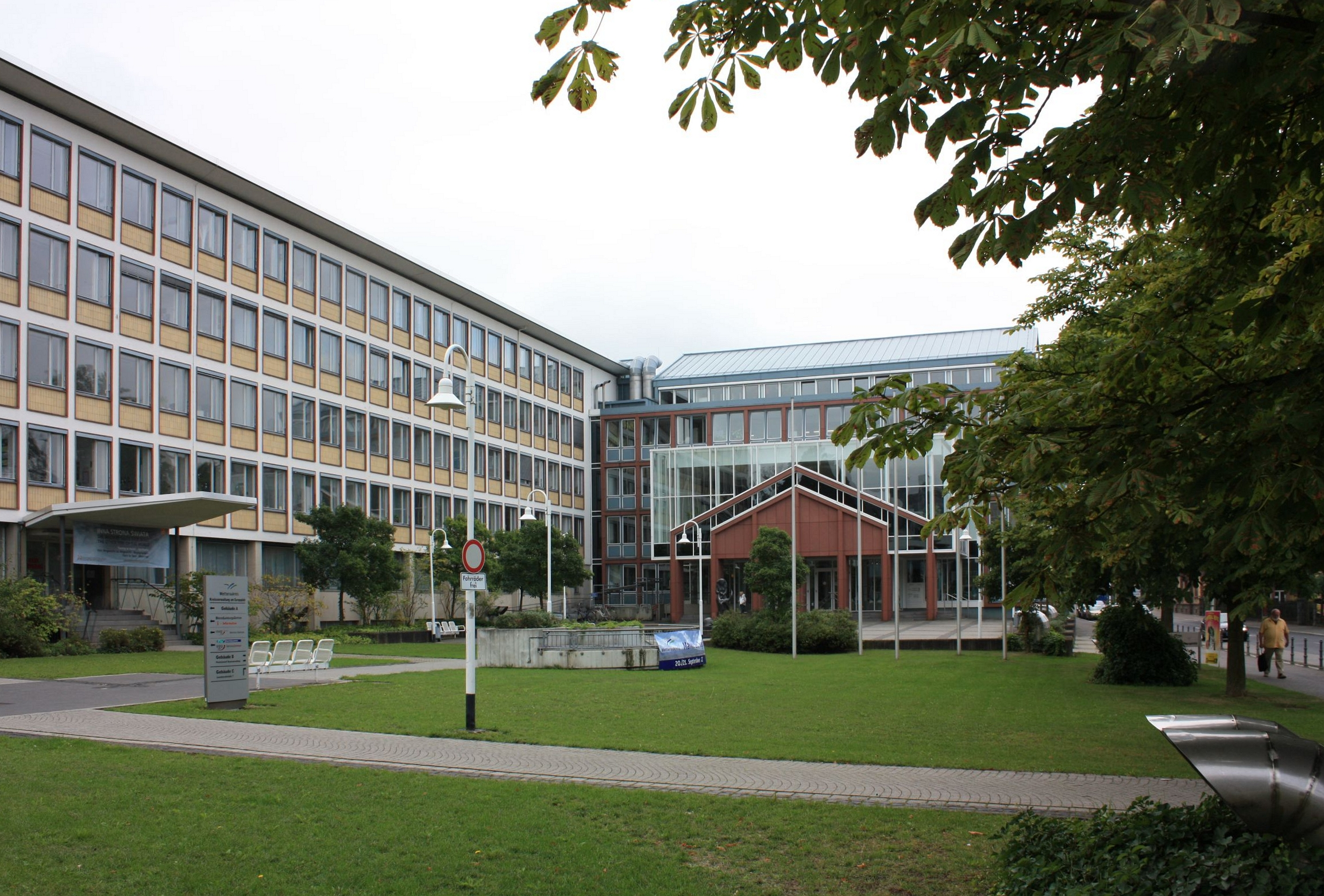
Sitz der Kreisverwaltung in Friedberg

| Diagrammdarstellung von Wahlergebnis und Sitzverteilung | Diagrammdarstellung von Wahlergebnis und Sitzverteilung                                                                              |
| --- | --- |
| Kreistagswahl im Wetteraukreis 2021 %403020100 32,820,719,08,56,96,53,60,90,60,4 CDUSPDGrüneFWAfDFDPLinkeNPDPiratenPARTEIGewinne und Verlusteim Vergleich zu 2016 %p 10 8 6 4 2 0 −2 −4 −6 −8+2,3−7,3+10,0+0,9−5,3+0,8+0,3−1,3−0,3+0,4CDUSPDGrüneFWAfDFDPLinkeNPDPiratenPARTEI | Sitzverteilung im Kreistag 2021Insgesamt 81 Sitze - Linke: 3 - SPD: 17 - Grüne: 15 - FDP: 5 - FWG/UWG: 7 - CDU: 27 - AfD: 6 - NPD: 1 |

| Wahlvorschläge  | Wahlvorschläge                                                     | % 2021 | Sitze 2021 | % 2016 | Sitze 2016 | % 2011 | Sitze 2011 | % 2006 | Sitze 2006 | % 2001 | Sitze 2001 |
| --------------- | ------------------------------------------------------------------ | ------ | ---------- | ------ | ---------- | ------ | ---------- | ------ | ---------- | ------ | ---------- |
| CDU             | Christlich Demokratische Union Deutschlands                        | 32,8   | 27         | 30,5   | 25         | 35,6   | 29         | 40,0   | 32         | 41,0   | 33         |
| SPD             | Sozialdemokratische Partei Deutschlands                            | 20,7   | 17         | 28,0   | 23         | 31,8   | 26         | 35,4   | 29         | 38,8   | 32         |
| AfD             | Alternative für Deutschland                                        | 06,9   | 06         | 12,2   | 10         | —      | —          | —      | —          | —      | —          |
| GRÜNE           | Bündnis 90/Die Grünen                                              | 19,0   | 15         | 09,0   | 07         | 15,8   | 13         | 07,2   | 06         | 07,5   | 06         |
| FWG/UWG         | Freie Wählergemeinschaft / Unabhängige Wählergemeinschaft Wetterau | 08,5   | 07         | 07,6   | 06         | 06,4   | 05         | 05,8   | 05         | 04,9   | 04         |
| FDP             | Freie Demokratische Partei                                         | 06,5   | 05         | 05,7   | 04         | 03,6   | 03         | 05,0   | 04         | 04,0   | 03         |
| LINKE           | Die Linke (2006: Die Linke.WASG)                                   | 03,6   | 03         | 03,3   | 03         | 02,4   | 02         | 03,0   | 02         | —      | —          |
| NPD             | Nationaldemokratische Partei Deutschlands                          | 00,9   | 01         | 02,2   | 02         | 02,5   | 02         | 03,6   | 03         | 03,3   | 03         |
| PIRATEN         | Piratenpartei Deutschland                                          | 00,6   | 0          | 00,9   | 01         | 01,9   | 01         | —      | —          | —      | —          |
| Gesamt          | Gesamt                                                             | 100    | 81         | 100    | 81         | 100    | 81         | 100    | 81         | 100    | 81         |
| Wahlbeteiligung | Wahlbeteiligung                                                    | 53,4 % | 53,4 %     | 51,7 % | 51,7 %     | 49,7 % | 49,7 %     | 48,6 % | 48,6 %     | 53,5 % | 53,5 %     |

### Landräte des Wetteraukreises
| Landrat              | Amtszeit  |
| -------------------- | --------- |
| Erich Milius (SPD)   | 1952–1972 |
| Arno Kuhn (SPD)      | 1973–1979 |
| Helmut Münch (CDU)   | 1979–1983 |
| Sigurd Beyer (CDU)   | 1984–1985 |
| Herbert Rüfer (SPD)  | 1985–1992 |
| Rolf Gnadl (SPD)     | 1992–2007 |
| Joachim Arnold (SPD) | 2008–2018 |
| Jan Weckler (CDU)    | seit 2018 |

Die letzte Landratswahl fand am 3. Oktober 2023 statt. Der seit 2018 amtierende Landrat Jan Weckler setzte sich im ersten Wahlgang mit 52,85 % der Stimmen durch. Die weiteren Kandidaten erzielten folgende Ergebnisse: Roven Kötter (SPD) 21,43 %, Thomas Zebunke (Grüne) 10,71 %, Daniel Lachmann (Heimat) 6,55 %, Melina Holzhauer (Die PARTEI) 5,48 %, Gabi Faulhaber (DIE LINKE) 2,97 %. Die Wahlbeteiligung lag bei 62,56 %.

### Wappen, Flagge und Banner

Hissflagge
Bannerflagge

| Wappen des Wetteraukreises | Blasonierung: „Durch einen blauen Wellenbalken geteilt; oben in Gold wachsend der schwarze, rot bewehrte Doppeladler, unten in Silber zwei rote Balken.“ |
| Wappen des Wetteraukreises | Wappenbegründung: Der Reichsadler steht für das Reichsland Wetterau, das bis zum Mittelalter bestand beziehungsweise für die ehemals Freie Reichsstadt Friedberg. Die roten Balken sind das Symbol der Grafen von Isenburg-Büdingen, die das östliche Kreisgebiet beherrschten und der blaue Wellenbalken symbolisiert den Fluss Wetter und ist damit ein „redendes“ Symbol. Das Wappen wurde am 2. Juli 1975 verliehen. |

## Wirtschaft und Verkehr

### Wirtschaft
Im Jahr 2022 belegte der Wetteraukreis im alle drei Jahre erscheinenden Zukunftsatlas den Platz 102 von 400 Landkreisen, Kommunalverbänden und kreisfreien Städten in Deutschland und zählt damit zu den Regionen der Zukunftschancenkategorie 4 mit „leichten Zukunftschancen“. In der Ausgabe von 2019 lag er auf Platz 94 von 401 und damit in der identischen Zukunftschancenkategorie. Im Zukunftsatlas 2016 belegte der Wetteraukreis Platz 151 von damals 402 Landkreisen, Kommunalverbänden und kreisfreien Städten in Deutschland und zählte damit zur Kategorie der Regionen mit „ausgeglichenem Chancen-Risiko Mix“.

### Verkehr
Die fruchtbare Ebene der Wetterau zwischen Taunus und Vogelsberg war von jeher eine wichtige Durchzugsstraße von Nord nach Süd. So hat auch die Main-Weser-Bahn als erste Eisenbahn zwischen Kassel und Frankfurt diesen Weg genommen. Sie ist 1850 von Frankfurt über Friedberg bis Butzbach und 1851 weiter nach Lang-Göns eröffnet worden. Das Kreisgebiet gehörte damals zu Hessen-Darmstadt bis auf das kurhessische Bad Nauheim, das erst 1866 dazukam.
Am Rande des Vogelsberges entstand 1870 eine weitere Nord-Süd-Strecke von Gießen über Nidda und Büdingen nach Gelnhausen, die von der zunächst privaten Oberhessischen Eisenbahn-Gesellschaft erbaut und mit dieser 1876 in die Hessische Staatsbahn einbezogen wurde.
Zur Umgehung des Frankfurter Raumes erbaute die Preußische Staatsbahn eine Direktverbindung von Hanau nach Friedberg, die 1881 mit der Teilstrecke ab Heldenbergen-Windecken vollendet wurde.
Die Hessische Staatsbahn begann 1888 den Vogelsberg mit zwei Stichbahnen von Nidda nach Schotten und von Stockheim nach Gedern zu erschließen, wovon die letztgenannte 1906 bis Grebenhain-Crainfeld verlängert und so zu einer Querverbindung bis Lauterbach ausgebaut wurde. In umgekehrter Richtung wurde die Strecke von Glauburg-Stockheim 1905 nach Heldenbergen-Windecken und 1907 weiter bis Bad Vilbel an der Main-Weser-Bahn fortgeführt.
Zum wichtigsten Bahnknoten entwickelte sich der Bahnhof Friedberg, welcher heute von Intercity- und ICE-Zügen bedient wird. Zu den drei vorhandenen Schienenwegen von Friedberg nach Frankfurt, Gießen und Hanau kamen hinzu: 1897 die Nebenbahnen nach Hungen und Nidda, die bis Beienheim dieselbe Trasse benutzen, und 1901 die im Zuge der Bäderbahn Nauheim–Homburg–Wiesbaden errichtete Hauptbahn nach Friedrichsdorf.
Schließlich vervollständigte die private Butzbach-Licher Eisenbahn AG, eine Tochter der Firma Lenz & Co GmbH, das Schienennetz durch die Bahnen, die von Butzbach ausgingen:
- 1904: Butzbach West – Butzbach Ost – Griedel – Lich
- 1910: Griedel – Rockenberg – Bad Nauheim
- 1910: Butzbach Ost – Oberkleen.

Durch das Kreisgebiet führen die Bundesautobahnen 5 (Frankfurt-Kassel) und 45 (Dortmund-Aschaffenburg). Ferner erschließen mehrere Bundesstraßen und Kreisstraßen das Kreisgebiet, darunter die B 3, die B 275, die B 455, die B 457 und die B 521.
Im Wetteraukreis waren Anfang 2023 etwa 239.000 Fahrzeuge zugelassen, darunter knapp 197.000 Pkw, 12.700 Lkw und rund 18.800 Krafträder.
Der öffentliche Personennahverkehr (ÖPNV) im Kreisgebiet wird durch die Verkehrsgesellschaft Oberhessen (VGO) im Rahmen des Rhein-Main-Verkehrsverbundes (RMV) betrieben.

## Presse
Wichtigste lokale Zeitung ist die Wetterauer Zeitung (Friedberg/Bad Nauheim), im Raum Bad Vilbel die Frankfurter Neue Presse,
im Ostkreis der Kreis-Anzeiger (Nidda),
im Nordwesten die Butzbacher Zeitung. Auch die Lokalausgaben der Frankfurter Rundschau werden im Wetteraukreis viel gelesen.

## Tourismus und Sehenswürdigkeiten
Der Wetteraukreis und seine Kommunen vermarkten sich über die "TourismusRegion Wetterau" bzw. die Stadt Bad Nauheim über die "Bad Nauheim Stadtmarketing und Tourismus GmbH". Einige weitere Kommunen haben zusätzliche Tourismus- und/oder Marketingabteilungen. Der Tourismus als Wirtschaftszweig hat im Wetteraukreis mit 99 statistisch erfassten geöffneten Gastbetrieben und 6.743 angebotenen Betten im Jahresmittel 2023 sowie über eine Million Übernachtungen im Jahr 2023 eine wichtige Bedeutung. Das höchste Touristische Aufkommen haben die Kurorte Bad Nauheim, Bad Vilbel und Nidda. Daneben spielen der Tourismusort Gedern mit 5 statistisch erfassten touristischen Betrieben, die Städte Büdingen, Friedberg und Butzbach mit je 6 statistisch Erfassten touristischen Betrieben und die Stadt Karben mit ebenfalls 6 erfassten Betrieben eine besondere Rolle im Übernachtungstourismus. Neben dem Übernachtungstourismus existiert ein erheblicher Anteil an tagestouristischen Angeboten.

### Radverkehr
Durch den Wetteraukreis verlaufen die hessischen Fernradwege R6 (bei Butzbach und Münzenberg), R4 von Bad Vilbel über Karben, Niddatal, Florstadt, Ranstadt nach Nidda und der BahnRadweg Hessen, welcher durch das gesamte Kreisgebiet als „Vulkanradweg“ führt. Bedeutung als tagestouristische Radrouten haben zum einen die touristischen Abschnitte des R4 (Niddaroute) und des Bahnradwegs (Vulkanradweg), die beide von Zweckverbänden gepflegt werden und parallel zueinander in den Vogelsberg führen. Hervorzuheben sind zum anderen der Limesradweg, der im Zickzack von Südost nach Nordwest durch den Wetteraukreis verläuft und der Usatal-Radweg rund um Bad Nauheim und Friedberg bis nach Niddatal, wo er auf den R4 trifft. Rund um Vulkanradweg und zur Niddaroute verkehrt im Sommerhalbjahr zwischen 1. Mai und dem letzten Sonntag im Oktober ein Bus („Vulkanexpress“) mit Fahrradanhänger, der Radtouristen entlang des Vulkanradwegs mitnimmt und absetzt. Die „TourismusRegion Wetterau“ bietet regelmäßig geführte E-Biketouren durch den Kreis an. Der Kreis nimmt seit 2020 jährlich am STADTRADELN Wettbewerb teil.

### Wanderwege
Durch den Wetteraukreis verläuft die Routenführung der anlässlich des 175. Paulskirchenjubiläums im Jahr 2023 herausgegebenen „Routen der Freiheit“, einem Wanderwegweiser, in dem die frühe Nationalstaats- und Demokratiebewegung der Region sowie regional bedeutende Protagonisten aufgegriffen werden.  Besonders zu erwähnen ist dabei Friedrich-Ludwig Weidig, der im Wetteraukreis in der Region um Butzbach aktiv war und nach dem die Stadt Butzbach am 15.02.2011 vom Hessischen Innenminister offiziell den Namenszusatz „Friedrich-Ludwig-Weidig-Stadt“ verliehen bekommen hat. Daneben verlaufen mit der Bonifatiusroute und dem Lutherweg 1521 sowie dem Hugenotten- und Waldenserpfad mit einer Nebenroute über Waldensberg (Main-Kinzig-Kreis) und Büdingen drei wichtige Pilgerwege durch den Wetteraukreis. Außerdem verlaufen der deutsche Limes-Wanderweg und die Apfelwein- und Obstwiesenroute durch den Kreis.
Erwähnenswert ist außerdem das Kneipp-Bäderdreieck Wetterau, welches die drei Wetterauer Kurorte Bad Nauheim, Bad Salzhausen und Bad Vilbel als Themenroute miteinander verbindet.

### Archäologie
Aufgrund seiner bewegten Geschichte und historisch zentralen Lage spielt die Archäologie im Wetteraukreis eine große Rolle. Dies zeigt die Zahl der archäologischen Fundstellen im Kreis, die laut Zahlen des Kreises mit 4.444 im April 2024 deutlich über dem hessenweiten Durchschnitt lag.
Wegen der zentralen Lage des Kreises und der Nähe zur Stadt Frankfurt führten während des gesamten Mittelalters, aber auch schon im Altertum zentrale Handelsrouten durch den Kreis. Namentlich zu benennen sind die Antsanvia, (auch bekannt als Hohe Straße oder Reffenstraße) im Osten, sowie die „Langen Hessen“ (über Butzbach) und die „Kurzen Hessen“ (über Friedberg) die allesamt ursprüngliche oder alternative Führungen der via Regia darstellen und seit dem Altertum Mainz bzw. Frankfurt mit Eisenach und letztlich Leipzig verbanden. Vom Mittelalter bis in die Neuzeit fanden sich zahlreiche unabhängige Kleinstaaten auf dem heutigen Kreisterritorium.
Bis zu den Napoleonischen Kriegen wurden diese durch diverse Einflüsse (v. a. Erbteilungen) mehr.
Zu Zeiten der Römer verlief der Limes quer durch das heutige Kreisgebiet und zahlreiche Kastelle sind noch heute Gegenstand von Grabungen. Aktuelles Beispiel ist Altenstadt. Archäologische Bedeutung hat der Kreis jedoch auch als Grabungs- und Fundstätte für noch ältere Kulturen. Überregional bekanntes Beispiel ist der Glauberg als keltische Siedlungsstädte.

### Volksfeste
Überregionale Bekanntheit hat der Kalte Markt im östlich-zentral gelegenen Ortenberg erlangt. Dieser existiert nachweislich seit dem 13. Jahrhundert und wurde 2024 zum 758. Mal durchgeführt. Zuletzt gab die Stadt die jährliche Besucherzahl mit rund 300.000 an. Erwähnenswert hohe Besucherzahlen haben außerdem die Burgfestspiele in Bad Vilbel mit jährlich durchschnittlich über 100.000 Besuchern. Die Burgfestspiele sind damit der Festspielort mit den meisten Besuchern in Hessen.

### Museen
Im Wetteraukreis gibt es 39 Museen.

### Sehenswürdigkeiten
Im Wetteraukreis gibt es folgende weitere Sehenswürdigkeiten:
- Bad Nauheim, Sprudelhof mit einem europaweit einzigartigen Jugendstil-Ensemble
- Büdingen, historischer Ortskern mit Schloss und erhaltener Stadtmauer
- Burg Münzenberg, markante Burgruine im an der nordwestlichen Kreisgrenze gelegenen Münzenberg
- Butzbach, historische Fachwerkstadt mit rund 150 Baudenkmälern und historischem Marktplatz
- Friedberg, historische Altstadt mit Burg und mittelalterlicher Kirche
- Glauberg (Glauburg), archäologischer Fundort und Museum
- Limeshain, Limes-Wachturm

### Landesgartenschau 2027 in Oberhessen
Im Jahr 2027 findet in zehn Wetterauer und einer Vogelsberger Kommune eine interkommunal organisierte hessische Landesgartenschau statt.

## Gemeinden
(Einwohner am 30. Juni 2023)
| Städte 1. Bad Nauheim (33.723) 2. Bad Vilbel (35.857) 3. Büdingen (22.858) 4. Butzbach (27.499) 5. Florstadt (8.918) 6. Friedberg (Hessen) (31.389) 7. Gedern (7.290) 8. Karben (23.214) 9. Münzenberg (5.848) 10. Nidda (17.708) 11. Niddatal (10.068) 12. Ortenberg (8.966) 13. Reichelsheim (Wetterau) (6.985) 14. Rosbach v. d. Höhe (13.133) | Weitere Gemeinden 1. Altenstadt (12.692) 2. Echzell (5.845) 3. Glauburg (3.047) 4. Hirzenhain (2.956) 5. Kefenrod (2.758) 6. Limeshain (5.888) 7. Ober-Mörlen (5.864) 8. Ranstadt (5.336) 9. Rockenberg (4.522) 10. Wölfersheim (9.756) 11. Wöllstadt (6.786) |

## Kfz-Kennzeichen
Am 1. August 1972 wurde dem Landkreis das seit dem 1. Juli 1956 für den hessischen Landkreis Friedberg gültige Unterscheidungszeichen FB zugewiesen. Es wird durchgängig bis heute ausgegeben.
Bis in die 1990er Jahre erhielten Fahrzeuge aus dem Altkreis Büdingen Kennzeichen mit den Buchstabenpaaren DA bis DZ und LA bis LZ und den Zahlen von 100 bis 999.
Seit dem 2. Januar 2013 ist aufgrund der Kennzeichenliberalisierung zudem das Unterscheidungszeichen BÜD (Büdingen) erhältlich.